# HD 149026
Désignations
HD 149026 est une étoile sous-géante jaune située à environ ∼ 248 a.l. (∼ 76 pc) dans la constellation d'Hercule. L'étoile est sensiblement plus massive, plus grande et plus brillante que le Soleil. Depuis 2005, l'existence d'une exoplanète autour de l'étoile a été confirmée. Le nom de cette étoile est celui de son identifiant dans le Catalogue Henry Draper.

## L'étoile
La masse plus importante de l'étoile explique que malgré son plus jeune âge (2,0 milliards d'années), elle est déjà beaucoup plus évoluée que le Soleil. La fusion interne de l'hydrogène dans le cœur de l'étoile touche à sa fin et elle est en train d'évoluer vers le stade géante rouge. HD 149026 brille d'une magnitude apparente de 8,15, ce qui signifie qu'elle n'est pas visible à l'œil nu. Cependant, elle constitue une cible facile aux jumelles ou dans un petit télescope.
L'étoile est plus de deux fois plus riche que le Soleil en éléments chimiques plus lourds que l'hydrogène et l'hélium. À cause de cela et du fait que l'étoile est relativement brillante, un groupe d'astronomes du N2K Consortium a commencé à l'étudier. La composition anormale de l'étoile mesurée pourrait être seulement une pollution de surface, par la capture d'éléments lourds provenant de planétésimaux.

## Système planétaire
En 2005, ils découvrirent une exoplanète inhabituelle autour de l'étoile. La planète, appelée HD 149026 b, a été détectée par la méthode du transit, permettant la mesure de son diamètre. Il a été trouvé plus petit que celui des autres planètes à transit connues, signifiant qu'elle est inhabituellement dense pour une planète géante à orbite rapprochée. La température de la planète géante a été évaluée à 2 040 °C, générant tant d'infrarouge qu'elle brille. Les scientifiques pensent que la planète absorbe presque toute la lumière de l'étoile et la réémet vers l'espace sous forme de chaleur.
| Planète | Masse (MJ)  | Période orbitale (en jours) | Axe semi-majeur (ua) | excentricité |
| ------- | ----------- | --------------------------- | -------------------- | ------------ |
| b       | 0,36 ± 0,03 | 2,8766 ± 0,001              | 0,942                | 0            |